# Радич Мијатовић
Радич Мијатовић (Мраморак, 4. јул 1949) српски је стрип цртач, илустратор и карикатуриста, најпознатији по серијалима „Мика Муштикла“, „Велики Блек“, „Лијанко“ и „Космо“.

## Биографија
Школовао се у Новом Саду у којем живи од 1962, а 1979. се запослио у „Дневнику“ као професионални стрип цртач. Прве портрете и портрет карикатуре објавио је крајем шездесетих година 20. вијека у часописима Џубоксу, Мини џубоксу, Политикином Забавнику, Темпу, Антени, Гласу Омладине, Мелосу, Дневнику и у другим листовима.
Први стрип Зека је објавио 1970. у часопису за децу Зека. Свој први ауторски стрип  „Mylysaw“ (1971)  објавио је у тадашњем листу Кури. Сарадњу са Политикиним Забавником започео је 1977. године објављивањем портрет карикатура рок музичара на "Хит страни". Плод сарадње је више од три стотине портрет-карикатура које су све остале у власништву издавача. У Забавнику је радио и на стрипу „Гвозден и Небојша“.
За „Форум - Маркетпринт“ радио је 1978. серијал „Мика Муштикла“ са сценаристом Душаном Вукојевим који је објављен у "Стрипотеци". Са стрипом "Крапино" освајају трећу награду на конкурсу "YU-стрипа" за најбољи југословенски стрип. Између осталог цртао је илустрације за часописе намењене деци "Невен", "Мали Невен", "Машталица"... Са Вукојевим је током осамдесетих објавио и преко две стотине табли стрипа „Лијанко“ у листу Невен.  Радио је на лиценцним стриповима „Космо“ и „Велики Блек“, као и на стрип серијалу „Лун краљ поноћи“. За немачке издаваче радио је стрипове „Мачак Феликс“, по сценарију Душана Димитрова, и стрип „Клаус и Клаус“.
Својевремено је дао допринос и стрипској серији „Забава за целу породицу“ издавачке куће „Лавиринт“. Бави се и карикатуром и илустрацијом. Живи у Новом Саду, члан је Удружења стрипских уметника Србије.

## Признања
- Велика повеља Гашиног сабора (2018), додељују Центар за уметност стрипа Београд при Удружењу стрипских уметника Србије и Дечји културни центар Београд[3]
- Звање Витез од духа и хумора (Гашин сабор, 2018), додељују Центар за уметност стрипа Београд при Удружењу стрипских уметника Србије и Дечји културни центар Београд[4]